# Echinophryne mitchellii
Echinophryne mitchellii is een straalvinnige vissensoort uit de familie van voelsprietvissen (Antennariidae). De wetenschappelijke naam van de soort is voor het eerst geldig gepubliceerd in 1897 door Morton.